# Dougouténé II
Dougouténé II è un comune rurale del Mali facente parte del circondario di Koro, nella regione di Mopti.
Il comune è composto da 20 nuclei abitati:
- Andiama Tena
- Andiangana
- Baratiguini
- Bontena
- Dompélé
- Djidia
- Ganaguinikoro
- Gansagou
- Goursindé
- Kanama

- Kaniama
- Kerou
- Koromatintin
- Ombo
- Otekanda
- Peledourou
- Sallé
- Sansagou
- Tanoussagou
- Tinsagou